# Gollenberg (Renânia-Palatinado)
Gollenberg (Renânia-Palatinado) é um município da Alemanha localizado no distrito (Kreis ou Landkreis) de Birkenfeld, na associação municipal de Verbandsgemeinde Birkenfeld, no estado da Renânia-Palatinado.